# Chaetozone hedgpethi
Chaetozone hedgpethi är en ringmaskart som beskrevs av Blake in Blake, Hilbig och Scott 1996. Chaetozone hedgpethi ingår i släktet Chaetozone och familjen Cirratulidae. Inga underarter finns listade i Catalogue of Life.